# Une affaire privée (film, 2002)
Pour les articles homonymes, voir Une affaire privée.
Série
Cette femme-là
(2003)
Pour plus de détails, voir Fiche technique et Distribution.
Une affaire privée est un film français de 2002, réalisé par Guillaume Nicloux. 
Il est primé en obtenant le prix 2002 de la Fondation Lucien-Barrière.
Ce polar, quatrième long métrage du réalisateur, a la particularité de comporter un certain nombre d'acteurs français connus et familiers du public dans des seconds rôles. Jean-Pierre Darroussin joue le rôle d'un amateur de clubs échangistes, Frédéric Diefenthal celui d'un travesti, Jeanne Balibar incarne la femme du détective tandis que Niels Arestrup joue le père de la disparue.
Il constitue le premier volet d'une trilogie complétée par Cette femme-là et La Clef.

## Synopsis
François Manéri (Thierry Lhermitte) est un détective privé chargé de retrouver la trace d'une jeune femme disparue : Rachel Siprien. Six mois se sont écoulés depuis cette disparition. À la demande de la mère de cette dernière (Aurore Clément), François reprend l'affaire. La personnalité à multiples facettes de la jeune femme dessine un réseau complexe entre sa meilleure amie, Clarisse, son ex-petit ami, son beau-père, ses voisins et ceux qui l'ont connue de près ou de loin. François va ainsi naviguer de l'un à l'autre, pénétrer plus avant dans sa vie diurne et nocturne, espionner, poser des questions, et combler les blancs laissés volontairement par ses interlocuteurs.

## Fiche technique
- Réalisation et scénario : Guillaume Nicloux
- Directeur de la photographie : Olivier Cocaul
- Montage : Guy Lecorne
- Décors : Jacques Rouxel
- Costumes : Bernadette Strassman
- Musique originale : Éric Demarsan
- Distribution des rôles : Brigitte Moidon
- Producteurs : Frédéric Bourboulon et Agnès Le Pont
- Sociétés de production :  BAC Films, Canal+, Cofimages 12, Little Bear, TF1 Films Production
- Pays :  France
- Genre : policier
- Format : couleur - 2,35:1 - 35 mm - son Dolby Digital
- Durée : 107 minutes
- Dates de sortie :
  -  France : 30 avril 2002

## Distribution
- Thierry Lhermitte : François Manéri, détective privé
- Marion Cotillard : Rachel Siprien / Clarisse Entoven
- Samuel Le Bihan : Vincent Walt
- Aurore Clément : Madame Siprien, mère de Rachel
- Frédéric Diefenthal : travesti dans le bar de nuit
- Jeanne Balibar : Sylvie, ex-épouse de François
- Robert Hirsch : homme âgé veuf, occupant l'appartement en dessous de celui de Rachel
- Garance Clavel : Sandrine Pujol, secrétaire médicale de Franck Tanner
- Clovis Cornillac : Freddy
- Lydia Andréï : Marion, amante de François
- Jean-Pierre Darroussin : client spectateur de l'Apolus
- Consuelo de Haviland : Claudine Després, directrice de l'agence de détectives privés
- Niels Arestrup : père de Rachel
- Philippe Nahon : Mathieu, collègue de François
- Marie-Armelle Deguy : Nadège, sœur de François
- Bruno Todeschini : Franck Tanner, kinésithérapeute, amant de Sandrine, puis de Rachel
- Carlo Brandt : Rossen, inspecteur de police
- Laurent Grévill : Josselin, compagnon de Sylvie, ancien ami de François
- Philippe Morier-Genoud : Henri Dalvec
- Marc Rioufol : Gilles
- Louis-Do de Lencquesaing : Philippe, beau-père de Rachel
- Yves Verhoeven : Monsieur Pujol, mari de Sandrine
- Gérald Thomassin : Bonnis, inspecteur de police
- Mathieu Genet : Frédéric, étudiant, amant de Rachel
- Dominique Bettenfeld : le joueur de poker
- Diana Belkreir-Légitimus : épouse du père de Rachel
- Jeanne Casilas : la jeune fille rousse
- Françoise Sage : Martine
- Hélène Viaux : la guichetière de l'Apolus
- Sacha Dougnac : Paul
- Christian Calderini : responsable de l'agence de détectives privés

## Analyse